# María de Brienne
María de Brienne (aprox. 1225 - 1275) fue la emperatriz consorte de Balduino II de Courtenay, emperador latino de Constantinopla.

## Familia
Fue la hija de Juan de Brienne y su tercera esposa Berenguela de León. María fue la más joven media hermana paterna de Yolanda de Jerusalén. También fue la hermana de Alfonso de Brienne.
Sus abuelos maternos fueron Alfonso IX de León y su segunda esposa Berenguela de Castilla.

## Matrimonio
El 19 de abril de 1229, María fue comprometida con Balduino II, el joven cogobernante de su padre en el trono del Imperio latino. El matrimonio tenía la intención de establecer una alianza dinástica entre los dos cogobernantes. María tenía un máximo de cuatro años de edad en el momento de su compromiso, sus padres se habían casado en 1224.
Su matrimonio se realizó en 1234. La novia estaba a punto de cumplir los nueve años de edad, el novio diecisiete años. Por su matrimonio María se convirtió en la primera coemperatriz joven del Imperio latino. La mayor era su madre. Su matrimonio fue registrado en la crónica de Alberic de Trois-Fontaines.

## Emperatriz
En 1236, Constantinopla fue sitiada por las fuerzas combinadas de Iván Asen II de Bulgaria y Juan III Ducas Vatatzés del Imperio de Nicea. La ciudad fue defendida por su pequeña guarnición de caballeros, la flota de la República de Venecia y una fuerza menor enviada por Godofredo II de Villehardouin, príncipe de Acaya para reforzar la defensa. La ciudad se salvó únicamente de la conquista porque hubo una pelea entre los dos aliados sobre quién recibiría el mando de la ciudad en caso de que fuera un éxito. John V. A. Fine ha sugerido que Iván Asen se dio cuenta de la gran amenaza que suponía para el Segundo Imperio búlgaro la expansión de Nicea en lugar del debilitado Imperio latino.
En cualquier caso, Juan de Brienne había tomado el mando de la defensa de Constantinopla. Balduino II emprendió otra misión, dirigirse a Europa occidental en un intento de recaudar los fondos y el reclutamiento de fuerzas armadas necesarias para asegurar la supervivencia de su imperio. Juan murió el 27 de marzo de 1237, Berenguela lo siguió después el 12 de abril. María de doce años de edad, fue dejada al mando nominal de la ciudad, como la única representante de la familia imperial presente en ella. Balduino no volvería hasta julio de 1239.
Balduino volvió a la cabeza de una fuerza de cruzados de Europa occidental, diversamente estimada para incluir tan sólo treinta mil hombres, o hasta sesenta mil. A esta fuerza se le unió un contingente de cumanos, que combinado  sitio Tzirallon, un bastión niceno en Tracia. La ciudad cayó en 1240, pero esto parece haber sido el único éxito de esta fuerza. No son mencionados después. John V. A. Fine presume que la mayoría de ellos regresaron a sus hogares a Europa occidental, sólo unos pocos de ellos se incorporaron a la guarnición existente de Constantinopla. Por el momento, el Imperio latino había asegurado su supervivencia. María tenía aproximadamente quince años de edad en el momento en que su marido regresó a su capital.
El 15 de abril de 1240 (Pascua), Balduino II fue coronado emperador en Santa Sofía. Su único hijo conocido, Felipe de Courtenay, nació en 1243. Sin embargo, este período de relativa paz para la pareja no duró mucho. Balduino partió para el Reino de Francia a finales de 1243, con la intención de buscar el apoyo de Luis IX de Francia. En su ausencia, María se convirtió en regente del Imperio, con Felipe de Toucy como su primer corregente. Felipe fue el hijo de Narjot de Toucy y su primera esposa. Su madre era hija de Teodoro Branas e Inés de Francia. Balduino estuvo ausente durante varios años, primero su estancia en Francia y luego uniéndose a Luis IX en la Séptima Cruzada. Según los informes, sólo regresó en 1257 o 1258, posiblemente después de la muerte de Teodoro II Láscaris.

## Caída de Constantinopla
La pareja imperial no sostendría su capital por mucho tiempo. En julio de 1261, Alejo Estrategopoulos, un general niceno, fue enviado con una pequeña fuerza de avance de 800 soldados, la mayoría de ellos cumanos,  para mantener una vigilancia sobre los búlgaros y espiar las defensas de los latinos.  Cuando la fuerza bizantina llegó al pueblo de Selimbria, supieron de los campesinos locales (thelematarioi) que toda la guarnición latina, y la flota veneciana, se ausentaron para realizar un ataque contra la isla nicena de Dafnusia. Aunque en un principio vacilante, tanto por el pequeño tamaño de su fuerza, que pudiera ser fatal si el ejército latino regresaba, y queriendo exceder sus órdenes, Estrategopoulos finalmente decidió no perder esa oportunidad de oro para recuperar la ciudad.
En la noche del 25 de julio de 1261, Alejo y sus hombres se acercaron a las murallas de la ciudad y se escondieron en un monasterio cerca de la Puerta de Pege. Alejo envió un destacamento de sus hombres, que, dirigidos por algunos de los thelematarioi, se dirigieron a la ciudad a través de un pasadizo secreto. Atacaron los muros del interior, sorprendieron a los guardias y abrieron la puerta, permitiendo la entrada de la fuerza bizantina en la ciudad. Los latinos fueron tomados completamente por sorpresa, y después de algunos combates, la fuerza bizantina tomó el control de las murallas terrestres. Temiendo exactamente la venganza de los bizantinos sobre ellos, los habitantes latinos, desde el emperador Balduino II, corrieron apresuradamente hacia el puerto con la esperanza de escapar en un barco. Gracias al oportuno regreso de la flota veneciana, ellos fueron evacuados, pero la ciudad se había perdido para siempre. María presumiblemente logró huir con su marido.

## Exilio
Un barco veneciano llevó a Balduino y María hacia Eubea, desde allí continuaron hasta Atenas, Apulia y luego regresaron a Francia. En los años siguientes sobrevivieron vendiendo sus derechos de varios títulos secundarios y tierras.
El 26 de marzo de 1263, sus derechos en Namur fueron comprados por Guido de Dampierre. Namur estaba realmente en ese momento en manos de Enrique V de Luxemburgo pero Guido exitosamente logró conquistarlo en 1268. En enero de 1266, sus derechos sobre el reino de Tesalónica fueron comprados por Hugo IV de Borgoña por 13.000 libras tornesas. En ese momento la ciudad estaba bajo el mando de Miguel VIII Paleólogo, emperador niceno que se había trasladado su capital a Constantinopla, mientras que el título fue reclamado también por Guillermo VII de Montferrato.
El 27 de mayo de 1267, el Tratado de Viterbo, transfirió gran parte de los derechos de los feudos del Imperio latino de Balduino II a Carlos de Anjou. Carlos fue confirmado en posesión de Corfú y algunas ciudades en Albania. También recibió la soberanía sobre el Principado de Acaya y la soberanía de las islas del Egeo, con excepción de aquellos en poder de Venecia y Lesbos, Quíos, Samos, y Amorgos.
Balduino y María pasaron el resto de su vida en la corte de Carlos. En octubre de 1273, Balduino murió en Nápoles. María le sobrevivió unos dos años. Fue enterrada en Asís.